# El (im)posible olvido
El (im)posible olvido es una película documental coproducción de Argentina, Brasil y México que se estrenó en Argentina el 11 de octubre de 2016 escrita y dirigida por Andrés Habegger.

## Premios y nominaciones

### Premios Sur
Dichos premios serán entregados por la Academia de las Artes y Ciencias Cinematográficas de la Argentina en marzo de 2018.
| Año  | Categoría        | Candidato             | Resultado |
| ---- | ---------------- | --------------------- | --------- |
| 2017 | Mejor documental | El (im)posible olvido | Pendiente |